# Incestophantes
Incestophantes là một chi nhện trong họ Linyphiidae.